# Estación de Cabezón de la Sierra
Cabezón de la Sierra fue una estación de ferrocarril  que existió en el municipio español de Cabezón de la Sierra, en la provincia de Burgos, perteneciente al ferrocarril Santander-Mediterráneo. En la actualidad las antiguas instalaciones ferroviarias se encuentran abandonadas.

## Situación ferroviaria
Las instalaciones se encontraban situadas en el punto kilométrico 178,592 de la línea férrea de ancho ibérico Santander-Mediterráneo, a 997 metros de altitud sobre el nivel del mar.

## Historia
Las instalaciones fueron construidas por la Compañía del Ferrocarril Santander-Mediterráneo, entrando en servicio en agosto de 1927 con la inauguración del tramo Burgos-Cabezón de la Sierra. Sin embargo, la construcción del trazado ferroviario nunca se llegó a completar y la línea nunca llegó a Santander. En 1941, con la nacionalización de todas las líneas férreas de ancho ibérico, las instalaciones pasaron a manos de la empresa estatal RENFE. La estación dejó de prestar servicio con la clausura al tráfico de la línea en 1985. En la actualidad el edificio de viajeros se encuentra sin uso.